# Al Raqa
Al Raqa (en árabe: الرقة‎, al-Raqqa) es una ciudad de Siria, situada en el norte del país, junto al río Éufrates. Ocupada entre 2013 y 2017 por el autodenominado Estado Islámico, tras la batalla de Al Raqa la ciudad quedó bajo el control de las Fuerzas Democráticas Sirias en octubre de 2017.

## Geografía
Se encuentra en la parte occidental de la región históricamente llamada Al-Yazira, hoy situada entre las repúblicas de Siria e Irak. Antiguamente la ciudad también era conocida como Nicefora, aunque esta denominación ha tenido históricamente poco uso y actualmente no se aplica.
En 2004 Al Raqa tenía alrededor de 220 488 habitantes en la zona urbana y 338 773 habitantes en el área metropolitana. Es capital de la provincia del mismo nombre, la gobernación de Al Raqa.
Clima
Al Raqa presenta un clima árido desértico, con valores de gran amplitud térmica debido a su lejanía respecto al mar. 
| Parámetros climáticos promedio de Al Raqa, Siria | Parámetros climáticos promedio de Al Raqa, Siria | Parámetros climáticos promedio de Al Raqa, Siria | Parámetros climáticos promedio de Al Raqa, Siria | Parámetros climáticos promedio de Al Raqa, Siria | Parámetros climáticos promedio de Al Raqa, Siria | Parámetros climáticos promedio de Al Raqa, Siria | Parámetros climáticos promedio de Al Raqa, Siria | Parámetros climáticos promedio de Al Raqa, Siria | Parámetros climáticos promedio de Al Raqa, Siria | Parámetros climáticos promedio de Al Raqa, Siria | Parámetros climáticos promedio de Al Raqa, Siria | Parámetros climáticos promedio de Al Raqa, Siria | Parámetros climáticos promedio de Al Raqa, Siria |
| Mes                                              | Ene.                                             | Feb.                                             | Mar.                                             | Abr.                                             | May.                                             | Jun.                                             | Jul.                                             | Ago.                                             | Sep.                                             | Oct.                                             | Nov.                                             | Dic.                                             | Anual                                            |
| ------------------------------------------------ | ------------------------------------------------ | ------------------------------------------------ | ------------------------------------------------ | ------------------------------------------------ | ------------------------------------------------ | ------------------------------------------------ | ------------------------------------------------ | ------------------------------------------------ | ------------------------------------------------ | ------------------------------------------------ | ------------------------------------------------ | ------------------------------------------------ | ------------------------------------------------ |
| Temp. máx. abs. (°C)                             | 18                                               | 22                                               | 26                                               | 33                                               | 41                                               | 42                                               | 43                                               | 47                                               | 41                                               | 35                                               | 30                                               | 21                                               | 47                                               |
| Temp. máx. media (°C)                            | 12                                               | 14                                               | 18                                               | 24                                               | 31                                               | 36                                               | 39                                               | 38                                               | 33                                               | 29                                               | 21                                               | 16                                               | 26                                               |
| Temp. mín. media (°C)                            | 2                                                | 3                                                | 5                                                | 11                                               | 15                                               | 18                                               | 21                                               | 21                                               | 16                                               | 12                                               | 7                                                | 4                                                | 11                                               |
| Temp. mín. abs. (°C)                             | -7                                               | -7                                               | -2                                               | 2                                                | 8                                                | 12                                               | 17                                               | 13                                               | 10                                               | 2                                                | -2                                               | -5                                               | -7                                               |
| Precipitación total (mm)                         | 22                                               | 18.2                                             | 24.3                                             | 10.2                                             | 4.5                                              | 0                                                | 0                                                | 0                                                | 0.1                                              | 3.1                                              | 12.4                                             | 13.6                                             | 108.4                                            |
| Días de precipitaciones (≥ 1 mm)                 | 7                                                | 6                                                | 5                                                | 5                                                | 2                                                | 0                                                | 0                                                | 0                                                | 0.1                                              | 2                                                | 3                                                | 6                                                | 36.1                                             |
| Humedad relativa (%)                             | 76                                               | 72                                               | 60                                               | 53                                               | 45                                               | 34                                               | 38                                               | 41                                               | 44                                               | 49                                               | 60                                               | 73                                               | 54                                               |
| Fuente n.º 1:                                    |                                                  |                                                  |                                                  |                                                  |                                                  |                                                  |                                                  |                                                  |                                                  |                                                  |                                                  |                                                  |                                                  |
| Fuente n.º 2:                                    |                                                  |                                                  |                                                  |                                                  |                                                  |                                                  |                                                  |                                                  |                                                  |                                                  |                                                  |                                                  |                                                  |

## Historia

### Antigüedad
Fue fundada por el emperador seléucida Seleuco II Calinico (reinó entre el 246 y el 226 a. C.), a quien debió el nombre de Kallinikon o Callinicum que llevó hasta la conquista islámica, excepto un breve periodo en el que se llamó Leontupolis por el emperador León I el Tracio (quien reinó entre el 457 y el 474 d. C.). En el año 542 fue destruida por el emperador persa sasánida Cosroes II Anushirwan y reconstruida por el bizantino Justiniano II.
En sus inmediaciones tuvo lugar en el año 657 la importante batalla de Siffín, que marcó el inicio de la división del islam en varias sectas. Las murallas de Rafiqah (casco histórico) fueron construidas por el califa Al-Mansur durante el califato abasí en el año 771 para protegerse del Imperio bizantino, llegando a alcanzar los 5000 metros y que eran un paso importante de rutas comerciales.
Al-Raqa experimentó un segundo florecimiento, basado en la agricultura y la producción artesana, durante el periodo de los zanguíes y la dinastía ayubí en el siglo XII y en la primera mitad del siglo XIII. De esta época destaca la famosa cerámica azul de Raqa. Las todavía visibles Bāb Baġdād (Puertas de Bagdad) y el llamado Qaṣr al-Banāt (Castillo de las Damas) son notables construcciones de este periodo. Al-Raqa fue destruida durante las guerras de los mongoles en la década de 1260. Hay un informe sobre la matanza de los últimos habitantes de la ruina urbana en 1288.
En el siglo XVI Al-Raqa reaparece como un puesto aduanero otomano sobre el Éufrates. También se creó el eyalet de Rakka, pero la capital no era Al-Raqa sino Al-Ruha‘, 160 km más al norte. En el siglo XVII el famoso viajero otomano y escritor Evliya Çelebi solo describió tiendas de nómadas árabes y turcomanos en las inmediaciones de las ruinas. La ciudadela fue parcialmente restaurada en 1683 y otra vez albergó un destacamento jenízaro; en las décadas siguientes la provincia de Al-Raqa se convirtió en el centro de la política de asentamiento tribal (iskân) del Imperio otomano.

### SigloXX
En la década de 1950, a raíz de la guerra de Corea, el auge del algodón en todo el mundo estimuló un crecimiento sin precedentes de la ciudad, y el re-cultivo de esta planta en la zona del Éufrates medio. El algodón sigue siendo el principal producto agrícola de la región.
El crecimiento de la ciudad significaba, por otra parte la eliminación de los restos arqueológicos del gran pasado de la ciudad. La zona del palacio está casi cubierta de ruinas, así como la antigua zona de la antigua al-Raqa (hoy Mishlab) y el antiguo barrio artesano abasí (hoy al-Mukhtalţa). Las piezas sólo fueron exploradas arqueológicamente. La ciudadela del siglo XII fue retirada en los años 1950 (hoy Dawwār as-Sa'a, el reloj de la torre de círculo). En la década de 1980 las excavaciones de rescate en la zona del palacio comenzaron, así como la conservación de las murallas de la ciudad abasíes con Bab-Bagdad y los dos monumentos principales intramuros, la mezquita abasí y el Qasr al-Banat.

### SigloXXI

#### Guerra civil siria
Entre el 2 y el 6 de marzo de 2013, en medio de la guerra civil siria, al-Raqa cayó en manos del Frente al-Nusra y Ahrar al-Sham, convirtiéndose en la primera ciudad importante en escapar por completo al control de las autoridades sirias, y la establecieron como base de ofensivas hacia el sur.

El 13 de enero de 2014, tras una fallida ofensiva por parte de los rebeldes «moderados», el Estado Islámico de Irak y el Levante se apoderó de la totalidad de al-Raqa. El 29 de junio, tras capturar varias ciudades del norte de Irak, los islamistas declararon un califato universal sobre todo el mundo islámico en torno a la persona de su líder, Abu Bakr al-Baghdadi. Así, Al-Raqa se convirtió en la "capital" de este autoproclamado (si bien no reconocido internacionalmente) protoestado y en su principal bastión en Siria. El Estado Islámico procedió a implantar un régimen de terror, masacrando disidentes y supuestos simpatizantes del gobierno, y sometiendo a la población a una rigurosa observancia del Islam. Los terroristas también llevaron a cabo la destrucción de importantes sitios arqueológicos y religiosos no sunitas, como la Mezquita de Uwais al-Qarni. El 15 de noviembre de 2015, en respuesta a los ataques terroristas acaecidos en París dos días antes, la ciudad fue blanco de un fuerte bombardeo aéreo por parte de la Fuerza Aérea francesa, después de que el Estado Islámico se adjudicara los ataques terroristas.

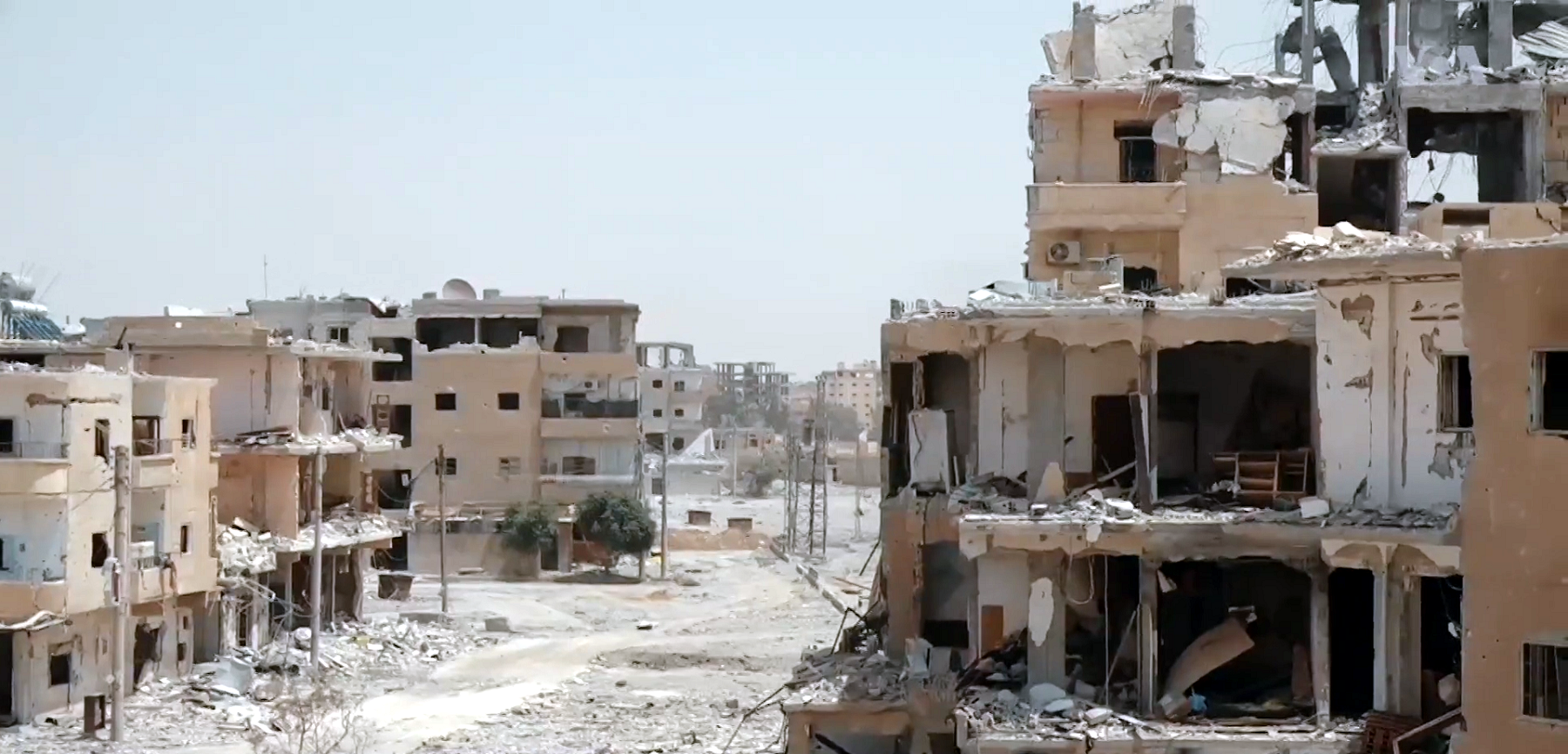
Al-Raqa en agosto de 2017

El 7 de marzo de 2016, el gobierno sirio anunció que había recuperado el control parcial de la ciudad, tras una sublevación iniciada por combatientes desertores del Estado Islámico. El 4 de junio, el ejército sirio finalmente penetró en la provincia de Al-Raqa; sin embargo, dos semanas después los terroristas consiguieron readueñarse de la mayor parte de las zonas liberadas. El 6 de noviembre de 2016, las Fuerzas Democráticas Sirias, con apoyo de las Fuerzas Al-Sanadid y de tropas estadounidenses de la coalición, lanzaron una nueva ofensiva para liberar la ciudad. Lograron entrar en la ciudad el 6 de junio de 2017 (batalla de Raqa) y la conquistaron el 17 de octubre de 2017, poniendo fin así a cuatro años de ocupación.